# Samtgemeinde Scharnebeck
De Samtgemeinde Scharnebeck is een Samtgemeinde in de Duitse deelstaat Nedersaksen. Het is een samenwerkingsverband van acht kleinere gemeenten in het midden van Landkreis Lüneburg. Het bestuur is gevestigd in Scharnebeck.

## Deelnemende gemeenten
1. Artlenburg
2. Brietlingen
3. Echem
4. Hittbergen
5. Hohnstorf
6. Lüdersburg
7. Rullstorf
8. Scharnebeck

Adendorf · 
Amelinghausen · 
Amt Neuhaus · 
Artlenburg · 
Bardowick · 
Barendorf · 
Barnstedt · 
Barum · 
Betzendorf · 
Bleckede · 
Boitze · 
Brietlingen · 
Dahlem · 
Dahlenburg · 
Deutsch Evern · 
Echem · 
Embsen · 
Handorf · 
Hittbergen · 
Hohnstorf (Elbe) · 
Kirchgellersen · 
Lüdersburg · 
Lüneburg · 
Mechtersen · 
Melbeck · 
Nahrendorf · 
Neetze · 
Oldendorf (Luhe) · 
Radbruch · 
Rehlingen · 
Reinstorf · 
Reppenstedt · 
Rullstorf · 
Scharnebeck · 
Soderstorf · 
Südergellersen · 
Thomasburg · 
Tosterglope · 
Vastorf · 
Vögelsen · 
Wendisch Evern · 
Westergellersen · 
Wittorf